# 孟良崮
孟良崮位於山東省蒙阴县東南垛庄镇全桥村的蘆山，属蒙山山系，面積僅1.5平方公里，海拔500公尺，传说因北宋抗辽名将孟良曾屯兵于此而得名，并于1947年孟良崮战役后闻名中外。

## 现状
孟良崮现有孟良崮战役遗址、孟良崮战役纪念碑等，山下的孟良崮战役纪念馆，是山东省爱国主义教育基地。